# Sauðatindur
Sauðatindur är en bergstopp i republiken Island. Den ligger i regionen Austurland, 400 km öster om huvudstaden Reykjavík. Toppen på Sauðatindur är 604 meter över havet.
Närmaste större samhälle är Neskaupstaður, omkring 17 kilometer norr om Sauðatindur.